# Sistema d'alarma
Un sistema d'alarma és un element de seguretat passiva. Això vol dir que no eviten una situació anormal, però sí que són capaços d'advertir d'ella, complint així, una funció dissuasiva enfront de possibles problemes. Per exemple: la intrusió de persones, inici de foc, el desbordament d'un tanc, la presència d'agents tòxics i qualsevol situació que sigui anormal per a l'usuari. Són capaços a més de reduir el temps d'execució de les accions que s'han de dur a terme en funció del problema presentat, reduint així les pèrdues.

## Funcionament
Una vegada que l'alarma comença a funcionar, depenent del sistema instal·lat, aquest pot prendre accions en forma automàtica. Per exemple: Si es detecta la intrusió d'una persona a una àrea determinada, enviar un missatge telefònic a un o més nombres. Si es detecta la presència de fum, calor o ambdós, enviar un missatge telefònic a un o diversos números o accionar l'obertura de ruixadors al sostre, perquè apaguin el foc. Si es detecta la presència d'agents tòxics en una àrea, tancar les portes perquè no s'expandeixi el problema. Perquè això funcioni, l'alarma ha de tenir connexions d'entrada per als diferents tipus de detectors i connexions de sortida, per activar altres dispositius que són els que s'ocuparan de fer sonar la sirena, obrir els ruxadors, tancar les portes, etc. Per a la comunicació amb una Central Receptora d'Alarmes, es necessita un mitjà de comunicació, com per exemple: una línia telefònica RTB o una línia GSM, un transmisor per radiofreqüència (Trunking), etc.

## Avís d'alarma
Un avís d'alarma és un senyal per mitjà del qual s'informa a la comunitat perquè segueixin instruccions específiques d'emergència a causa de la presència real o imminent d'una amenaça. L'alarma és l'últim dels tres possibles estats de comandament que es produeixen en la fase d'emergència del programa d'auxili: prealerta, alerta i alarma.